# Diocèse de Zacapa et Santo Cristo de Esquipulas
Le diocèse de Zacapa et Santo Cristo de Esquipulas (en latin : Dioecesis Zacapensis et Sanctissimi Domini Nostri Iesu Christi de Esquipulas ; en espagnol : Diócesis de Zacapa y Santo Cristo de Esquipulas) est un diocèse de l'Église catholique du Guatemala, suffragant de l'archidiocèse de Santiago de Guatemala.

## Territoire
Il est situé sur les départements de Zacapa et de Chiquimula avec un territoire d'une superficie de 5 066 km2 divisé en 30 paroisses. L'évêché est à Zacapa avec la cathédrale Saint-Pierre. À Esquipulas se trouve la basilique du Christ-Crucifié qui conserve la statue du Christ noir d'Esquipulas, qui est l'objet de pèlerinage.

## Histoire
Le diocèse de Zacapa est érigé le 10 mars 1951 par la constitution apostolique Omnium in catholico du pape Pie XII en prenant sur le territoire de l'archidiocèse de Santiago de Guatemala,.
Par la constitution apostolique Cum Christus du 16 septembre 1956 de Pie XII, il cède une portion de territoire, dont la ville d'Esquipulas, pour l'érection de la prélature territoriale de Santo Cristo de Esquipulas, qui est unie avec aeque principaliter à l'archidiocèse de Santiago de Guatemala ; cette union dure jusqu'en 1986.
Pie XII reconnaît Notre-Dame de Fátima comme patronne principale du diocèse par la lettre apostolique Quod de Beatissima du 30 mars 1957.
Le diocèse de Zacapa cède une autre partie de territoire le 30 avril 1968 pour la création de l'administration apostolique d'Izabal (aujourd'hui vicariat apostolique d'Izabal).
À partir du 24 juin 1986, le diocèse de Zacapa et la prélature territoriale de Santo Cristo de Esquipulas sont unis æque principaliter par la constitution apostolique Qui pro munere du pape Jean-Paul II. Depuis les évêques portent le double titre d'évêque de Zacapa et de prélat de Santo Cristo d'Esquipulas.

## Évêques
Évêques de Zacapa
- Costantino Cristiano Luna Pianegonda, O.F.M (1955-1980)
- Rodolfo Quezada Toruño (1980-1986), nommé évêque de Zacapa et prélat de Santo Cristo de Esquipulas

Archevêques de Guatemala et prélats de Santo Cristo de Esquipulas
- Mariano Rossell y Arellano (1956-1964)
- Mario Casariego y Acevedo, C.R.S (1964-1983)
- Próspero Penados del Barrio (1983-1986)

Évêques de Zacapa et prélats de Santo Cristo de Esquipulas
- Rodolfo Quezada Toruño (1986-2001), nommé archevêque de Santiago de Guatemala
  - Sede vacante (2001-2004)
- José Aníbal Casasola Sosa (2004-2007)
- Rosolino Bianchetti Boffelli (2008-2012), nommé évêque du diocèse de Quiché
  - Sede vacante (2012-2016)
- Ángel Antonio Recinos Lemus (2016- )